# إنوتشفيل (كارولاينا الشمالية)
إنوتشفيل (بالإنجليزية: Enochville CDP, North Carolina)‏ هي منطقة سكنية تقع بولاية كارولاينا الشمالية في الولايات المتحدة. تبلغ مساحتها 12.1 كم2، وترتفع عن سطح البحر 264 م، بلغ عدد سكانها 2,925 نسمة في عام 2010 حسب إحصاء مكتب تعداد الولايات المتحدة وتصل الكثافة السكانية فيها 241.7 نسمة لكل كيلومتر مربع (626.0/ميل2).

## التركيبة السكانية
حدّد مكتب تعداد الولايات المتحدة بيانات التركيبة السكانية لإنوتشفيل في تعداد الولايات المتحدة. في ما يلي، التركيبة السكانية حسب تعدادي 2000 و2010.

### تعداد عام 2000
بلغ عدد سكان إنوتشفيل 2,851 نسمة بحسب تعداد عام 2000، وبلغ عدد الأسر 1,143 أسرة وعدد العائلات 847 عائلة مقيمة في المنطقة السكنية. في حين سجلت الكثافة السكانية 235.6 نسمة لكل كيلومتر مربع (610.2/ميل2). وبلغ عدد الوحدات السكنية 1,219 وحدة بمتوسط كثافة قدره 100.7 لكل كيلومتر مربع (260.8/ميل2).
وتوزع التركيب العرقي للمنطقة السكنية بنسبة 95.97% من البيض و2.03% من الأمريكيين الأفارقة و0.46% من الأمريكيين الأصليين و0.60% من الأمريكيين ذوي الأصول الآسيوية و0.07% من سكان جزر المحيط الهادئ و0.42% من الأعراق الأخرى و0.46% من عرقين مختلطين أو أكثر و2.14% من الهسبانيون أو اللاتينيون من أي عرق.
بلغ عدد الأسر 1,143 أسرة كانت نسبة 31.9% منها لديها أطفال تحت سن الثامنة عشر تعيش معهم، وبلغت نسبة الأزواج القاطنين مع بعضهم البعض 61.2% من أصل المجموع الكلي للأسر، ونسبة 9.5% من الأسر كان لديها معيلات من الإناث دون وجود شريك، بينما كانت نسبة 3.4% من الأسر لديها معيلون من الذكور دون وجود شريكة وكانت نسبة 25.9% من غير العائلات. تألفت نسبة 22.8% من أصل جميع الأسر من عدة أفراد يعيشون في نفس المنزل ونسبة 11% كانت تتألف من شخص يعيش بمفرده يبلغ من العمر 65 عاماً أو أكثر. وبلغ متوسط حجم الأسرة المعيشية 2.47، أما متوسط حجم العائلات فبلغ 2.88.
بلغ العمر الوسطي للسكان 40.2 عاماً. وكانت نسبة 22.4% من القاطنين تحت سن الثامنة عشر، وكانت نسبة 6.2% بين الثامنة عشر والرابعة والعشرين عاماً، ونسبة 28.7% كانت واقعةً في الفئة العمرية ما بين الخامسة والعشرين والرابعة والأربعين عاماً، ونسبة 26.2% كانت ما بين الخامسة والأربعين والرابعة والستين، ونسبة 15.4% كانت ضمن فئة الخامسة والستين عاماً فما فوق. يوجد لكل 100 أنثى 90.2 ذكر، ويوجد لكل 100 أنثى في الثامنة عشر من عمرها فما فوق 92.3 ذكر.
بلغ متوسط دخل الأسرة في المنطقة السكنية 38,438 دولارًا، أما متوسط دخل العائلة فبلغ 46,603 دولارًا. وكان متوسط دخل الذكور 34,115 دولارًا مقابل 20,819 دولارًا للإناث. وسجل دخل الفرد الخاص بالمنطقة السكنية 16,558 دولارًا. وكانت نسبة 7.2% من العائلات ونسبة 8.2% من السكان تحت خط الفقر، وكان من هؤلاء نسبة 12.3% تحت سن الثامنة عشر ونسبة 19.9% في الخامسة والستين من العمر وما فوق.

### تعداد عام 2010
بلغ عدد سكان إنوتشفيل 2,925 نسمة بحسب تعداد عام 2010، وبلغ عدد الأسر 1,161 أسرة وعدد العائلات 840 عائلة مقيمة في المنطقة السكنية. في حين سجلت الكثافة السكانية 241.7 نسمة لكل كيلومتر مربع (626.0/ميل2). وبلغ عدد الوحدات السكنية 1,251 وحدة بمتوسط كثافة قدره 103.4 لكل كيلومتر مربع (267.8/ميل2).
وتوزع التركيب العرقي للمنطقة السكنية بنسبة 93.64% من البيض و1.30% من الأمريكيين الأفارقة و0.07% من الأمريكيين الأصليين و0.79% من الأمريكيين ذوي الأصول الآسيوية و3.45% من الأعراق الأخرى و0.75% من عرقين مختلطين أو أكثر و5.91% من الهسبانيون أو اللاتينيون من أي عرق.
بلغ عدد الأسر 1,161 أسرة كانت نسبة 32.1% منها لديها أطفال تحت سن الثامنة عشر تعيش معهم، وبلغت نسبة الأزواج القاطنين مع بعضهم البعض 55.6% من أصل المجموع الكلي للأسر، ونسبة 11.5% من الأسر كان لديها معيلات من الإناث دون وجود شريك، بينما كانت نسبة 5.3% من الأسر لديها معيلون من الذكور دون وجود شريكة وكانت نسبة 27.6% من غير العائلات. تألفت نسبة 23.3% من أصل جميع الأسر من عدة أفراد يعيشون في نفس المنزل ونسبة 12.1% كانت تتألف من شخص يعيش بمفرده يبلغ من العمر 65 عاماً أو أكثر. وبلغ متوسط حجم الأسرة المعيشية 2.52، أما متوسط حجم العائلات فبلغ 2.94.
بلغ العمر الوسطي للسكان 42.2 عاماً. وكانت نسبة 21.4% من القاطنين تحت سن الثامنة عشر، وكانت نسبة 7.7% بين الثامنة عشر والرابعة والعشرين عاماً، ونسبة 24.9% كانت واقعةً في الفئة العمرية ما بين الخامسة والعشرين والرابعة والأربعين عاماً، ونسبة 27.6% كانت ما بين الخامسة والأربعين والرابعة والستين، ونسبة 18.4% كانت ضمن فئة الخامسة والستين عاماً فما فوق. وتوزع التركيب الجنسي للسكان بنسبة 48.1% ذكور و51.9% إناث.